# Jürgen Sundermann
Hans-Jürgen Sundermann (Mülheim, 1940. január 25. – Leonberg, 2022. október 4.) nyugatnémet válogatott német labdarúgó, középpályás, edző.

## Pályafutása

### Klubcsapatban
1958 és 1962 között a Rot-Weiß Oberhausen, 1962 és 1964 között a Viktoria Köln, 1964 és 1966 között a Hertha BSC labdarúgója volt. 1966 és 1975 között Svájcban játszott. 1966 és 1968 között a Servette, 1968 és 1972 között az FC Basel, 1972 és 1975 között ismét a Servette játékosa volt. Az FC Basel csapatával három bajnoki címet szerzett.

### A válogatottban
1960-ban egy alkalommal szerepelt a nyugatnémet válogatottban.

### Edzőként
1972 és 1976 a svájci Servette, 1976 és 1979 között a VfB Stuttgart, 1979–80-ban a svájci Grasshopper, 1980 és 1982 között ismét a Stuttgart, 1982–83-ban a Stuttgarter Kickers, 1983-ban a Schalke 04 vezetőedzője volt. 1983 és 1985 között a francia RC Strasbourg, 1985–86-ban a török Trabzonspor, 1986 és 1988 között a Hertha BSC, 1989-ben a török Malatyaspor szakmai munkáját irányította.
1989-től főleg német csapatoknál vállalt munkát. 1989–90-ben az SpVgg Unterhaching, 1991 és 1993 között a VfB Leipzig, 1993–94-ben a Waldhof Mannheim, 1994-ben ismét a VfB Leipzig, 1994–95-ben a cseh Sparta Praha, 1995-ben a újra VfB Stuttgart, 1995–96-ban a Tennis Borussia Berlin csapatánál tevékenykedett. Edzői pályafutásának utolsó állomásai, 1997-ben a tunéziai CS Sfaxien, 1999-ben az osztrák Vorwärts Steyr együttesei voltak.

## Sikerei, díjai

### Játékosként
FC Basel
- Svájci bajnokság
  - bajnok (3): 1968–69, 1969–70, 1971–72

### Edzőként
Servette
- Alpok kupa
  - győztes (3): 1973, 1975, 1976

 Grasshopper
- Karl Rappan-kupa
  - győztes: 1979

## Statisztika

### Mérkőzése a nyugatnémet válogatottban
| NSZK | NSZK              | NSZK                     | NSZK  | NSZK     | NSZK     | NSZK       | NSZK  | NSZK    |
| #    | Dátum             | Helyszín                 | Hazai | Eredmény | Vendég   | Kiírás     | Gólok | Esemény |
| ---- | ----------------- | ------------------------ | ----- | -------- | -------- | ---------- | ----- | ------- |
| 1.   | 1960. március 23. | Stuttgart, Neckarstadion | NSZK  | 2 – 1    | Chile    | barátságos | -     |         |
|      | Összesen          |                          |       | 1        | mérkőzés |            | 0     | gól     |